# راسينغ وايت ديرنغ مولنبيك
ريسنغ وايت ديرنغ مولنبيك (R.W.D. Molenbeek اختصارًا لـRacing White Daring Molenbeek) هو نادي كرة قدم بلجيكي، تأسس عام 1909 تحت اسم وايت ستار كلوب دي بروكسل، انحل عام 2002.

## الألقاب
- الدوري البلجيكي الممتاز:
  - البطل: 1974-75
- الدوري البلجيكي الدرجة الثانية:
  - البطل: 1923-24, 1933–34, 1964–65, 1984–85, 1989–90
- كأس بلجيكا:
  - الوصيف: 1968-69
- دورة أمستردام:
  - البطل: 1975